# Darchula
Der Distrikt Darchula (Nepali दार्चुला जिल्ला Dārchulā Jillā)  ist einer von 77 Distrikten in Nepal und gehört seit der Verfassung von 2015 zur Provinz Sudurpashchim.
Verwaltungssitz ist Mahakali.

## Geschichte
Bis zum Jahr 2015 gehörte Darchula zur Verwaltungszone Mahakali.

## Geographie
Im Westen trennt der Flusslauf der Mahakali den Distrikt vom benachbarten indischen Bundesstaat Uttarakhand, im Quellgebiet liegt das umstrittene Gebiet Kalapani. Im Zuge der Grenzstreitigkeiten veröffentlichte die nepalesische Regierung im Mai 2020 eine Karte, auf der sich der Distrikt bis nach Limpiyadhura im Westen erstreckt. Das Gebiet wird auch von Indien beansprucht.

## Einwohner
Bei der Volkszählung 2011 hatte Darchula 133.464 Einwohner.

## Verwaltungsgliederung
Städte (Munizipalitäten) im Distrikt Darchula:
- Mahakali
- Shailyasikhar

Gaunpalikas (Landgemeinden):
- Malikarjun
- Apihimal
- Duhun
- Naugadh
- Marma
- Lekam
- Vyans

Bis zum Jahr 2017 wurde der Distrikt in die folgenden Village Development Committees (VDCs) unterteilt:
- Bhagawati
- Boharigau
- Byash
- Dadakot
- Datu
- Dethala
- Dhari
- Dhaulakot
- Dhuligada
- Eyarkot
- Ghusa
- Gokuleswar
- Gulijar
- Gwami
- Hikila
- Hunainath
- Huti
- Khandeswari
- Khar
- Kharkada
- Lali
- Latinath
- Malikarjun
- Pipalchauri
- Ralpa
- Ranisikhar
- Rithachaupata
- Sankarpur
- Seri
- Sharmauli
- Sikhar
- Sipti
- Sitaula
- Sunsera
- Tapoban
- Uku